# Хованский, Вячеслав Александрович
Вячесла́в Алекса́ндрович Хова́нский (3 декабря 1968, Каменск-Уральский, Свердловская область) — российский футболист, нападающий. Выступал в клубах «Урал», «Трубник» и «Челябинск».

## Карьера
Свой первый сезон на высшем уровне Вячеслав провёл в клубе «Уралмаш» в 1992 году. Дебютировал в высшей лиге 27 сентября в матче 6-го тура турнира за 9-20 места против «Зенита», выйдя на замену на 66-й минуте вместо Дмитрия Нежелева. Всего в том сезоне сыграл 4 матча, забив 2 гола. В следующем году сыграл уже 14 матчей и также забил 2 мяча.
В 1994 году перешёл в «Трубник» из Каменск-Уральского. За 5 лет в третьей лиге сыграл 103 матча и забил 39 голов. В 1998 году стал игроком челябинского «Зенита», за два года сыграл в чемпионате 30 матчей, забил 1 гол, в Кубке провёл 2 матча, забив гол. В 1999 году завершил профессиональную карьеру.